# Стефан Нерезов
Стефан Михайлов Нерезов е български офицер (генерал от пехотата), заемал редица висши ръководни длъжности в българската армия.

## Биография
Стефан Нерезов е роден на 2 ноември 1867 г. в Севлиево. По време на Сръбско-българската война (1885) участва като доброволец в Ученическия легион. Отбива военната си служба в 12-и пехотен полк и се уволнява с чин ефрейтор.

### Ранна военна кариера
През 1888 г. Стефан Нерезов завършва Военното училище в София, на 7 ноември е произведен в чин подпоручик и зачислен в 4-ти артилерийски полк. На 7 януари 1891 година е произведен в чин поручик. През 1892 година е командирован в Генералщабната академия в Торино, Италия, която завършва през 1896 г. На 31 август 1896 година е назначен за младши адютант в 4-ти артилерийски полк, на 2 август 1897 е произведен в чин капитан и е изпратен да служи като офицер за поръчки в щаба на войската. От май 1899 г. служи като старши адютант на 2-ра бригада от 6-а пехотна бдинска дивизия. По-късно, през 1900 година, капитан Нерезов е инспектор на класовете във Военното училище, от март 1902 г. е ротен командир в 14-и пехотен македонски полк, през 1903 година е произведен в чин майор и до 1904 г. служи в свитата на Н.В. цар Фердинанд.
От 1905 година майор Стефан Нерезов командва дружина от 1-ви, по-късно става комендант на двореца, а през 1906 година е произведен в чин подполковник, а от януари 1907 г. заема длъжността началник на секция в Щаба на армията. На 1 юни 1909 година поема командването на 8-и пехотен приморски полк, на която служба е до 10 септември 1910 година. През същата 1909 година е и началник на Оперативен отдел в Щаба на армията, а през 1911 година е произведен в чин полковник. Служи като помощник-началник на Щаба на армията.

### Балкански войни (1912 – 1913)
През Балканската война (1912 – 1913) полковник Нерезов, освен началник на Оперативния отдел, е и помощник-началник на щаба на действащата армия. През Междусъюзническата война (1913) година замества поставения в изолация генерал Иван Фичев и на практика е началник на Щаба на действащата армия. С негово участие е разработен оперативният план за бойните действия на българските армии срещу Сърбия и Гърция.
След войната командва 2-ра бригада от 9-а пехотна плевенска дивизия, а след това е началник ни на самата дивизия. На 2 август 1915 година е произведен в чин генерал-майор.

### Първа световна война (1915 – 1918)
В началото на Първата световна война (1915 – 1918), генерал Нерезов е началник на 9-а пехотна плевенска дивизия. На 2 декември 1916 година за началник на дивизията е назначен полковник Владимир Вазов, а Нерезов е назначен за началник на 3-та армия, която се сражава на Добруджанския фронт. На 24 май 1917 г. в Бабадаг той държи празнична реч: 
| „                                      | ...С помощта на Бога, ний дойдохме и обединихме българското племе, разрушихме границите, които го разпокъсваха и обединихме родната земя. Ний ще продължаваме да работим все в същия път и с Божата помощ нашето дело, колкото трудно и кърваво да бъде то, ще бъде завършено и увенчано с успех, защото то е право дело, защото то е дело свещено. Ние не искаме чуждото, но и своето не даваме; ние ще пазим своето до последна капка кръв. На Вас, гражданки и граждани, от името на всички чинове на армията мога да заявя, че всички от генерала до редника, всички сме решили да оставим костите си по Дунавския бряг, да погинем до последния човек, но Добруджа, тоя хубав кът от нашата татковина, да запазим свободна и присъединена към България, да бъде неразделна част от обединена и велика България. С Бога напред ний ще завършим великото дело – обединението на българский народ под скиптъра на Негово Величество Царят. Да живее Н. В. Царят. Ура! | “ |
| Вестник Добруджа, Бабадаг, 27 юни 1917 | |   |

На 15 август 1917 година Стефан Нерезов е произведен в чин генерал-лейтенант, а в периода 30 декември 1917 – 1918 година е началник на Моравската областна военна инспекция. От 15 юли до 30 септември 1918 година командва 1-ва армия, с която воюва на Македонския фронт.
След края на войната е началник на 1-ва военно-инспекционна област, като на 15 август 1919 г. е произведен в чин генерал-лейтенант, а в периода (2 ноември 1919 – 3 септември 1920) е началник-щаб на българската армия. На 3 септември 1920 година е произведен в най-висшия чин в българската армия – генерал от пехотата и на същия ден е уволнен от служба.
Генерал от пехотата Стефан Нерезов загива при атентата в църквата „Света Неделя“ на 16 април 1925 година.

## Семейство
Стефен Нерезов е брат на о. з. генерал-майор Христо Нерезов. Женен е и има 3 деца. Синът му Ангел е роден с също офицер (1931), като достига до чин капитан (1940) и взема участие във Втората световна война (1941 – 1945).

## Военни звания
- Подпоручик (7 ноември 1888)
- Поручик (1892)
- Капитан (2 август 1897)
- Майор (1903)
- Подполковник (31 декември 1906)
- Полковник (1911)
- Генерал-майор (2 август 1915)
- Генерал-лейтенант (15 август 1917)
- Генерал от пехотата (3 септември 1920)

## Награди
- Военен орден „За храброст“ II степен, III степен, 1-ви и 2-ри клас
- Княжеский орден „Св. Александър“ IV и V степен без мечове
- Народен орден „За военна заслуга“ I степен с военни отличия (1918)
- Орден „За заслуга“ на обикновена лента
- Военен орден „Железен кръст“, 1-ви и 2-ри клас

## Памет
През 1926 година в София в квартал „Баталова воденица“ на негово име е наречена улица „Генерал Нерезов“. След Деветосептемврийския преврат комунистическата власт я преименува в 1950 година на улица „Хмелницка“.